# William Light
William Light, (27 de abril de 1786 - 6 de octubre de 1839) fue un oficial militar británico y el primer Topógrafo Supervisor General de la Colonia de Australia meridional. Es famoso por elegir el lugar de Adelaida, la capital de la colonia, y el diseño del trazado de sus calles.

Sicilian Scenery, 1823

Sicilian Scenery, 1823

William Light nació en Kuala Kedah, Siam (actualmente Malasia) y creció en Penang hasta la edad de seis años, cuando fue enviado a Inglaterra para ser educado. Fue un hijo ilegítimo del capitán Francis Light, el administrador de Penang, y Rozells Martina, una mulata portuguesa o francesa, de ascendencia siamesa y malaya. William Light murió de tuberculosis en Adelaida.